# Strada provinciale 5 Bivio Minichelli-Favarella

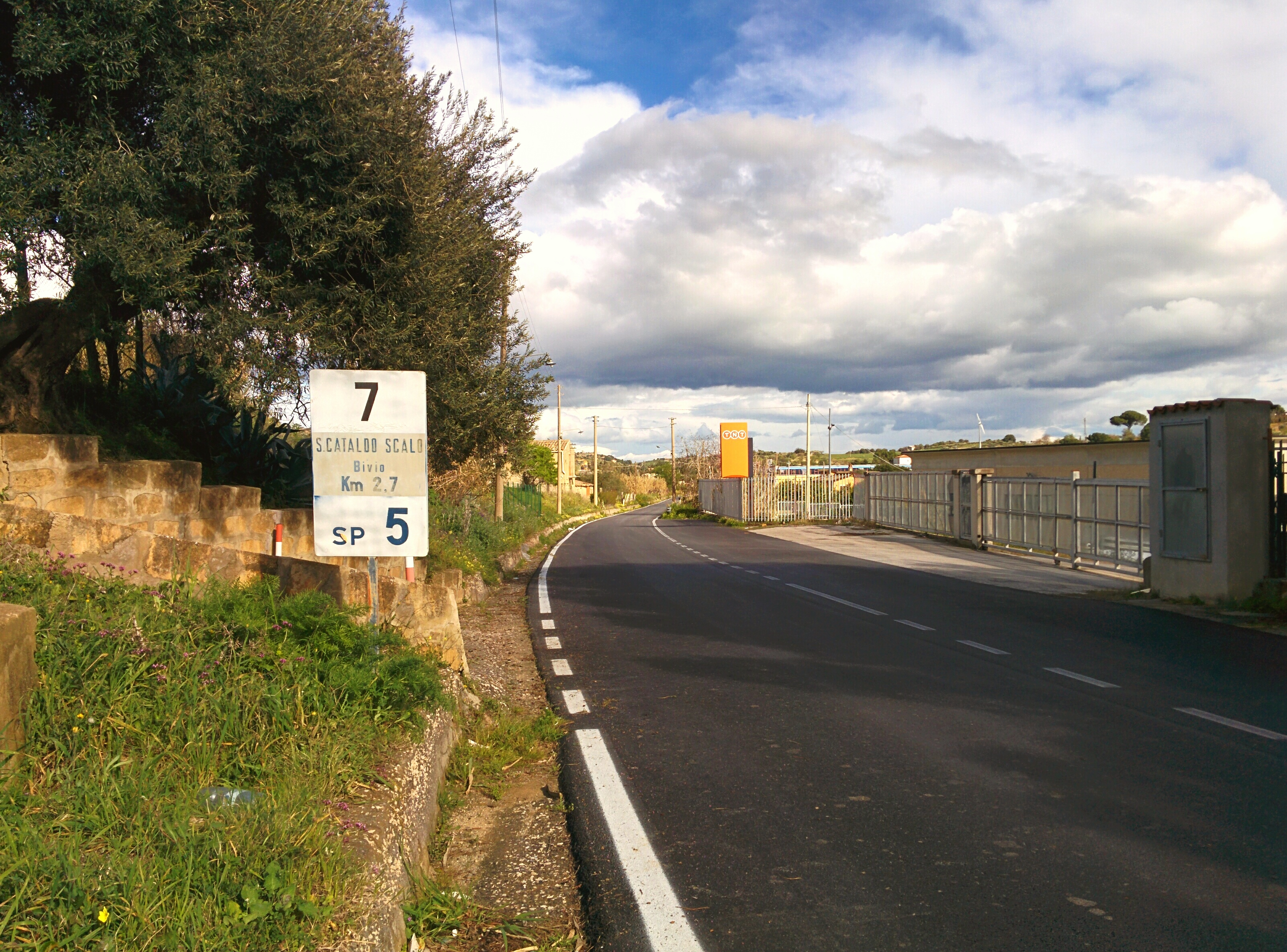
Segnale di progressiva chilometrica sulla strada provinciale 5 presso Favarella.

La strada provinciale 5 Bivio Minichelli-Favarella (SP 5) è una strada provinciale della provincia di Caltanissetta.

## Storia
Fu realizzata dal comune di Caltanissetta per collegare la borgata di Favarella al centro della città, e fu inserita nell'elenco delle strade di pertinenza provinciale con il regio decreto-legge del 25 luglio 1904.
Con la realizzazione dello scorrimento veloce Agrigento-Caltanissetta, la SP 5 si ritrovò ad essere suddivisa in tre tronchi separati tra di loro, poiché la nuova arteria si sovrappose alla strada provinciale in due segmenti, uno nelle vicinanze della stazione di San Cataldo, l'altro in contrada Favarella. Nei primi anni duemila, l'apertura del nuovo svincolo di San Cataldo ha consentito di riunire i primi due tronchi tramite un sottovia che oltrepassa lo scorrimento veloce.
Classificata in passato come strada extraurbana secondaria a traffico sostenuto (categoria C1), nel 2014 la provincia, nell'ambito della riorganizzazione della classificazione tecnica della propria viabilità, l'ha suddiviso in due tratte, ciascuna con una diversa classificazione tecnica:
- dal bivio Minichelli all'intersezione con la SP 123 – categoria C2 (strada extraurbana a traffico limitato);
- dall'intersezione con la SP 123 a Favarella – categoria F2 (strada locale a traffico limitato).

## Percorso

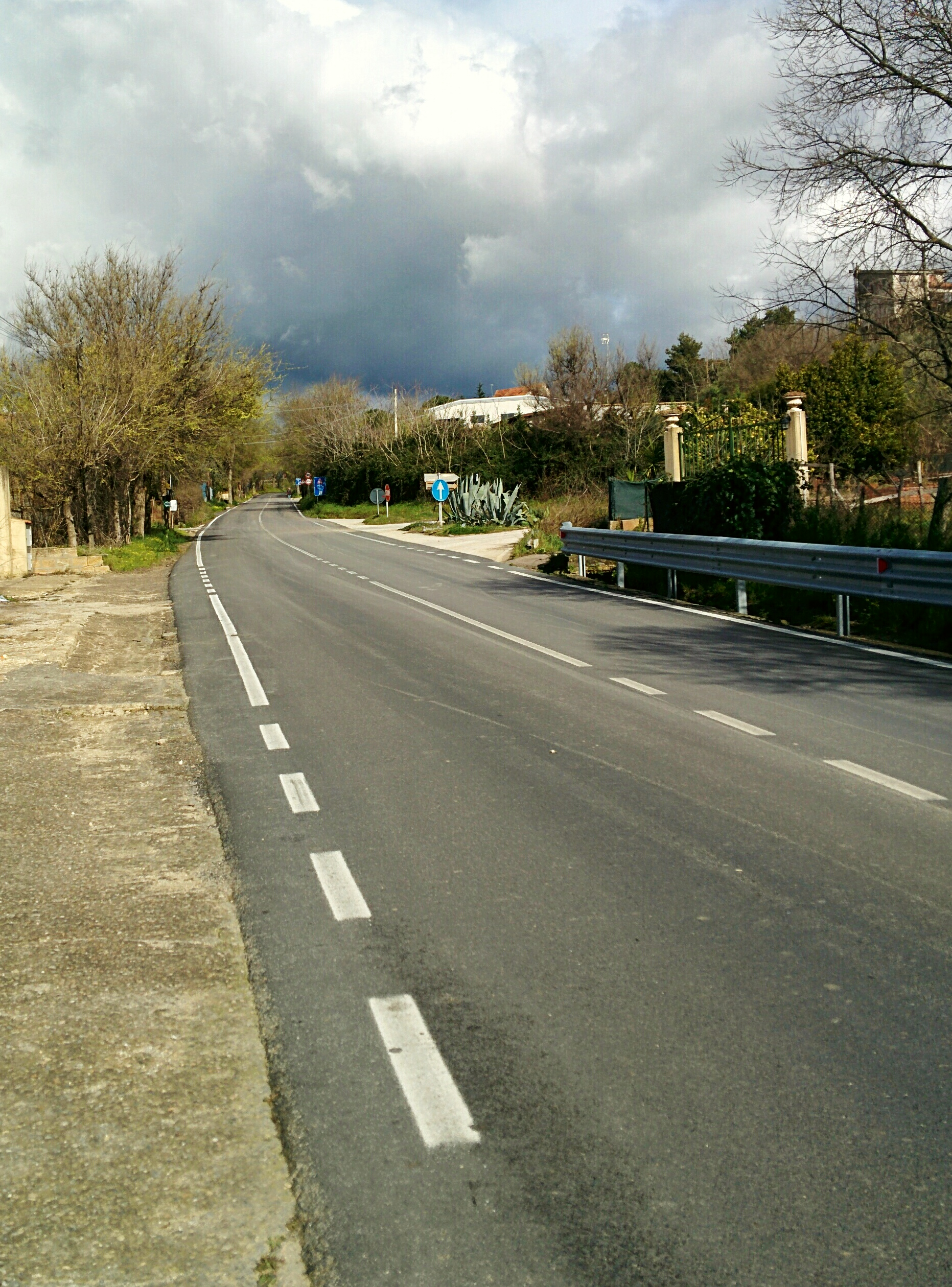
La strada provinciale 5 in contrada Grotticelle (Caltanissetta), all'innesto con le rampe per la strada statale 640 Strada degli Scrittori.

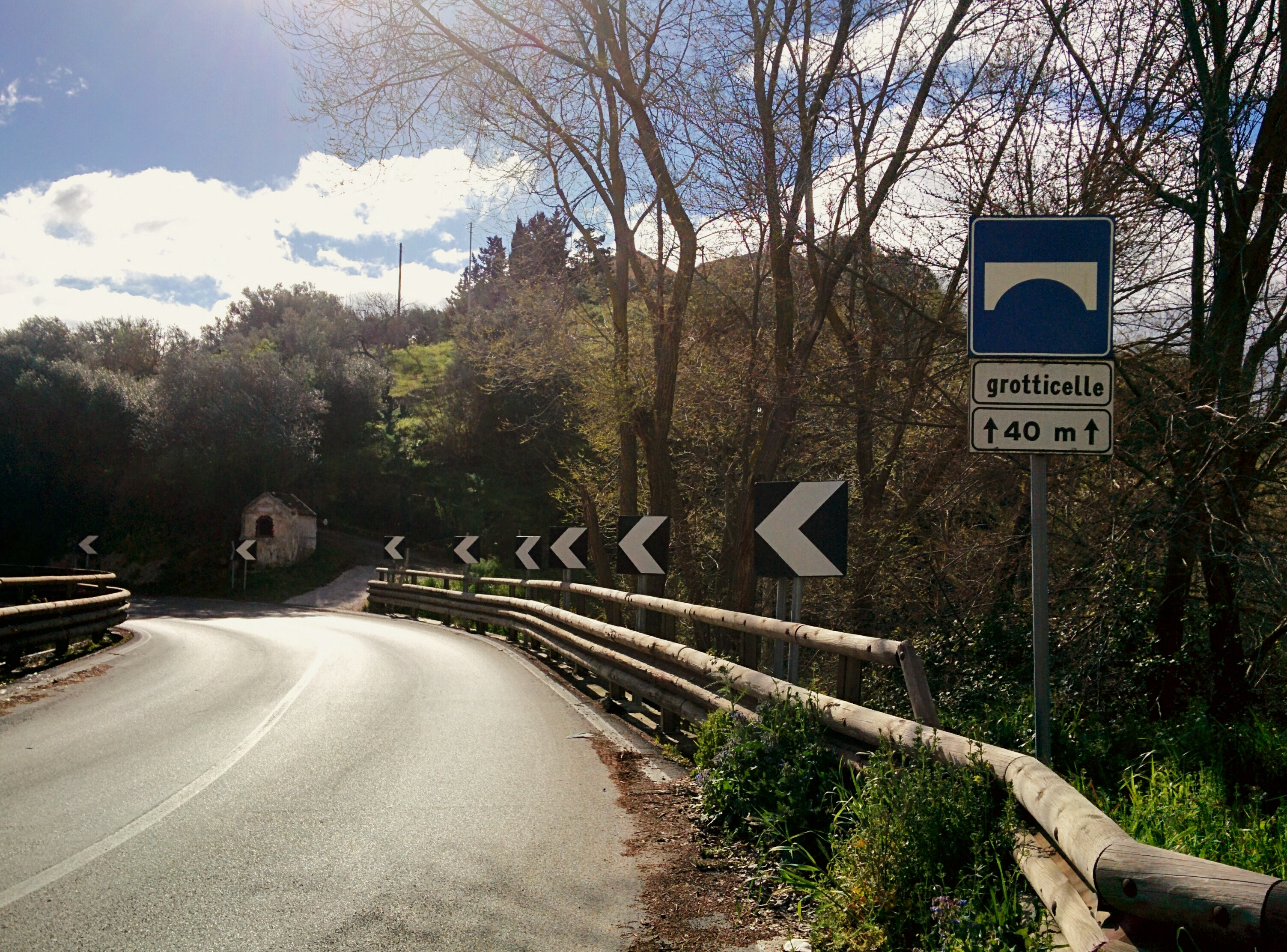
Il ponte Grotticelle sulla strada provinciale 5.

La strada ha origine in contrada Pian del Lago, dove si innesta su viale Stefano Candura in corrispondenza del bivio Minichelli. Prosegue verso est con un tracciato quasi rettilineo, affiancandosi grosso modo alla ferrovia Caltanissetta-Canicattì e alla strada statale 640 Strada degli Scrittori, su cui si innesta per tre volte. Il suo percorso è suddiviso in tre tronchi.
La prima parte del percorso attraversa contrada Pian del Lago, dove vi si innesta la strada provinciale 99, e contrada Portella dell'Arena, dove si allaccia per la prima volta alla SS 640 attraverso due rampe. Superato il bivio per la strada provinciale 6 bis in contrada Grotticelle, scavalca un piccolo torrente tramite l'omonimo ponte e giunge allo svincolo di San Cataldo, presso cui si innesta alla SS 640; un sottovia incluso nello svincolo consente di unire il primo tronco al secondo.
In contrada Papazzo una rotatoria la congiunge alla strada provinciale 6. Due tornanti, su cui vi confluiscono le strade provinciali 123 e 127, permettono di oltrepassare un vallone e di raggiungere contrada Favarella, dove vi si innesta la strada provinciale 4. Poco più avanti la strada incrocia nuovamente la SS 640, su cui però è possibile accedere solo dal lato in direzione Favarella (terzo tronco); il secondo tronco infatti termina confluendo sulla complanare destra della stessa SS 640.
La SP 5 termina infine sulla ferrovia Caltanissetta-Canicattì, dove un cavalcavia consente di raggiungere la borgata di Favarella.